# Amoris laetitia
Amoris laetitia (a "Alegria do Amor") é uma exortação apostólica do Papa Francisco, publicada em 8 de abril de 2016. Possui nove capítulos e tem como base os resultados de dois Sínodos dos Bispos sobre a Família ocorridos em 2014 e 2015.
Os nove capítulos do documento são:
1. "À luz da Palavra";
2. "A realidade e os desafios das famílias";
3. "O olhar fixo em Jesus: a vocação da família";
4. "O amor no matrimônio";
5. "O amor que se torna fecundo";
6. "Algumas perspectivas pastorais"
7. "Reforçar a educação dos filhos";
8. "Acompanhar, discernir e integrar a fragilidade";
9. "Espiritualidade conjugal e familiar"[1].

A exortação merece destaque devido à possibilidade concedida a divorciados que estão em segunda união de receberem a comunhão em alguns casos, serem padrinhos e ensinarem a catequese da Igreja Católica. Não se trata de uma regra geral, mas da possibilidade da permissão a critério dos respectivos confessores.

## Críticas
A exortação do Papa Francisco sobre a família foi alvo de muitas críticas oriundas de diversos setores da Igreja, sobretudo os mais conservadores. Roberto de Mattei, escritor e jornalista italiano, diz que "a exortação pós-sinodal Amoris Laetitia é muito pior que a exposição do cardeal Kasper, contra a qual se dirigiram tantas e tão justas críticas em livros, artigos e entrevistas. Kasper limitou-se a plantear algumas perguntas; Amoris Laetitia [isto é, Francisco] apresenta a resposta: abre as portas aos divorciados recasados, canoniza a moral situacionista e dá início a um processo de normalização de todas as convicções extramaritais".
Mons. Bernard Fellay, Superior Geral da Fraternidade Sacerdotal São Pio X, que desde o fim do Concílio Vaticano II reúne milhares de sacerdotes e fiéis conservadores, indicou que o Papa, junto com outros bispos e cardeais, estabelece uma heresia na exortação, e que isso é "gravíssimo".
Em 24 de Setembro de 2017 foi tornado público um documento, Correctio Filialis De Haeresibus Propagatis, assinado por diversos clérigos, teólogos e acadêmicos católicos pedindo ao papa correção e clarificação da exortação pelas heresias contidas ou que derivaram de Amoris Laetitia. .
Em resposta às críticas, o Papa Francisco afirmou que a moralidade da Amoris Laetitia tem como base os ensinamentos de São Tomás de Aquino.
Gualtiero Bassetti, presidente da Conferência Episcopal Italiana, em seu primeiro discurso depois da posse, fez um apelo para que os ensinamentos da Amoris Laetitia fossem adotados no território da Itália.
Bruno Forte, arcebispo de Chieti-Vasto, criticou os ataques ao pontificado de Francisco, com base na alegação de supostos erros doutrinais que não existem, e que se trata de uma ação que não pode ser condizente com quem ama a Igreja, nesse contexto afirmou que a Amoris laetitia pede que o espírito de misericórdia seja oferecido a todos.